# Bộ Chính trị Ban Chấp hành Trung ương Đảng Xã hội chủ nghĩa thống nhất Đức khóa V (1958–1963)
Bộ Chính trị Ban Chấp hành Trung ương Đảng Xã hội chủ nghĩa thống nhất Đức khóa V (1958-1963) được bầu tại Hội nghị Trung ương lần thứ nhất của Ban chấp hành Trung ương Đảng Xã hội chủ nghĩa thống nhất Đức khóa V được tổ chức ngày 16/7/1954.

## Ủy viên chính thức
| STT | Họ tên                         | Chức vụ đảm nhiệm | Chức vụ đảm nhiệm | Ghi chú                                                                       |
| STT | Họ tên                         | Chức vụ | Nhiệm kỳ          | Ghi chú                                                                       |
| --- | ------------------------------ | --- | ----------------- | ----------------------------------------------------------------------------- |
| 1   | Friedrich Ebert (1894-1979)    | Thị trưởng Thành phố Đông Berlin | 7/1958-1/1963     |                                                                               |
| 2   | Otto Grotewohl (1894-1964)     | Chủ tịch Hội đồng Bộ trưởng | 7/1958-1/1963     | Ủy viên Hội đồng Quốc phòng từ năm 1960                                       |
| 3   | Hermann Matern (1893-1971)     | Chủ tịch Ủy ban Kiểm tra Trung ương Đảng; Phó Chủ tịch Hội nghị Nhân dân (Volkskammer)                                                         | 7/1958-1/1963     | Ủy viên Hội đồng Quốc phòng từ năm 1960                                       |
| 4   | Wilhelm Pieck (1876-1960)      | Chủ tịch nước | 7/1958-9/1960     | Mất khi đang tại nhiệm                                                        |
| 5   | Heinrich Rau (1899-1961)       | Phó Chủ tịch Hội đồng Bộ trưởng; Bộ trưởng Bộ Ngoại thương và Nội thương Đức                                                                   | 7/1958-3/1961     | Mất khi đang tại nhiệm                                                        |
| 6   | Walter Ulbricht (1893-1973)    | Bí thư thứ nhất Trung ương Đảng; Phó Chủ tịch Hội đồng Bộ trưởng                                                                               | 7/1958-1/1963     | từ tháng 9/1960 là Chủ tịch Hội đồng Nhà nước và Chủ tịch Hội đồng Quốc phòng |
| 7   | Willi Stoph (1910-1999)        | Phó Chủ tịch Hội đồng Bộ trưởng; Bộ trưởng Bộ Nội vụ                                                                                           | 4/1954-6/1955     | Ủy viên Hội đồng Quốc phòng từ năm 1960                                       |
| 7   | Willi Stoph (1910-1999)        | Phó Chủ tịch Hội đồng Bộ trưởng;Bộ trưởng Bộ Quốc phòng                                                                                        | 6/1955-7/1960     |                                                                               |
| 7   | Willi Stoph (1910-1999)        | Phó Chủ tịch Hội đồng Bộ trưởng;Ủy viên điều phối và kiểm soát thi hành quyết định Trung ương Đảng và Hội đồng Bộ trưởng trong bộ máy Nhà nước | 7/1960-1/1963     |                                                                               |
| 8   | Alfred Neumann (1909-2001)     | Bí thư Trung ương Đảng | 7/1958-1/1963     | Ủy viên Hội đồng Quốc phòng từ năm 1960                                       |
| 9   | Erich Honecker (1912-1994)     | Bí thư Trung ương Đảng | 7/1958-1/1963     | Ủy viên Hội đồng Quốc phòng từ năm 1960                                       |
| 10  | Bruno Leuschner (1910-1965)    | Phó Chủ tịch Hội đồng Bộ trưởng; Chủ tịch Ủy ban Kế hoạch Nhà nước                                                                             | 7/1958-5/1961     | Ủy viên Hội đồng Quốc phòng từ năm 1960                                       |
| 10  | Bruno Leuschner (1910-1965)    | Phó Chủ tịch Hội đồng Bộ trưởng; Đại diện Cộng hòa Dân chủ Đức tại Hội đồng Tương trợ kinh tế                                                  | 1/1962-1/1963     |                                                                               |
| 11  | Erich Mückenberger (1910-1998) | Bí thư Trung ương Đảng | 7/1958-1/1963     |                                                                               |
| 12  | Albert Norden (1904-1982)      | Bí thư Trung ương Đảng về kích động và Quốc tế                                                                                                 | 7/1958-1/1963     |                                                                               |
| 13  | Herbert Warnke (1902-1975)     | Chủ tịch Liên hiệp Công đoàn Đức Tự do | 7/1958-1/1963     |                                                                               |

## Ủy viên dự khuyết
| STT | Họ tên                        | Chức vụ đảm nhiệm                                  | Chức vụ đảm nhiệm | Ghi chú                                   |
| STT | Họ tên                        | Chức vụ                                            | Nhiệm kỳ          | Ghi chú                                   |
| --- | ----------------------------- | -------------------------------------------------- | ----------------- | ----------------------------------------- |
| 1   | Edith Baumann (1909-1973)     | Phó Chủ tịch Liên minh Phụ nữ Dân chủ Đức          | 7/1958-11/1961    | nữ                                        |
| 1   | Edith Baumann (1909-1973)     | Bí thư Trung ương Đảng                             | 11/1961-1/1963    | nữ                                        |
| 2   | Luise Ermisch (1916-2001)     | Giám sát Công nghiệp may mặc Đông Đức              | 7/1958-1/1963     | Ủy viên Hội đồng Nhà nước từ năm 1960; nữ |
| 3   | Paul Fröhlich (1913-1970)     | Bí thư thứ nhất Tỉnh ủy Leipzig                    | 7/1958-1/1963     |                                           |
| 4   | Kurt Hager (1912-1998)        | Bí thư Trung ương Đảng phụ trách Tư tưởng          | 7/1958-1/1963     |                                           |
| 5   | Alfred Kurella (1895-1975)    | Phó Chủ tịch Hiệp hội văn hóa Cộng hòa Dân chủ Đức | 7/1958-1/1963     |                                           |
| 6   | Karl Mewis (1895-1975)        | Bí thư thứ nhất Tỉnh ủy Rostock                    | 7/1958-5/1961     |                                           |
| 6   | Karl Mewis (1895-1975)        | Chủ tịch Ủy ban Kế hoạch Nhà nước                  | 5/1961-1/1963     |                                           |
| 7   | Alois Pisnik (1911-2004)      | Bí thư thứ nhất Tỉnh ủy Magdeburg                  | 7/1958-1/1963     |                                           |
| 8   | Paul Verner (1911-1986)       | Bí thư thứ nhất Thành ủy Berlin                    | 7/1958-1/1963     |                                           |
| 9   | Gerhard Grüneberg (1921-1981) | Bí thư Trung ương Đảng                             | 12/1959-1/1963    | Bầu bổ sung tại Hội nghị Trung ương 7     |
| 10  | Erich Apel (1917-1965)        | Bí thư Trung ương Đảng                             | 7/1961-6/1962     | Bầu bổ sung tại Hội nghị Trung ương 13    |
| 10  | Erich Apel (1917-1965)        | Phó Chủ tịch Hội đồng Bộ trưởng                    | 6/1962-1/1963     | Bầu bổ sung tại Hội nghị Trung ương 13    |